# Raymond Heacock
Raymond L. Heacock (28 de janeiro de 1928 – 20 de dezembro de 2016) foi um engenheiro estadunidense. Recebeu em 1979 a Medalha Internacional James Watt. Graduado em engenharia pelo Instituto de Tecnologia da Califórnia, trabalhou no Jet Propulsion Laboratory, onde atuou no Programa Ranger na década de 1960 e no Programa Voyager nas décadas de 1970 e 1980.
Morreu em 20 de dezembro de 2016, aos 88 anos.